# Gabriël Verschraegen
 (février 2018).
Si vous disposez d'ouvrages ou d'articles de référence ou si vous connaissez des sites web de qualité traitant du thème abordé ici, merci de compléter l'article en donnant les références utiles à sa vérifiabilité et en les liant à la section « Notes et références ».
Gabriël Verschraegen est un organiste et compositeur belge né en 1919 et mort en 1981.
En 1944 il fut nommé organiste titulaire de la Cathédrale Saint-Bavon de Gand, puis professeur d'orgue au Conservatoire à la suite de son maître Flor Peeters en 1948, établissement dont il prendra la direction en 1968.